# Конрад I (Нюрнберг)
Конрад I фон Нюрнберг-Цолерн, Благочестиви (на немски: Konrad I von Nürnberg; Konrad I von Zollern; der Fromme, * ок. 1186, † 1260/1261) от род Хоенцолерн е като Конрад I граф на Цолерн от ок. 1200 до 1214/1218 г. и като Конрад III бургграф на Нюрнберг от 1218 до 1260/1261 г., основател на франкската линия на Хоенцолерните.

## Биография
Конрад е големият син на бургграф Фридрих I фон Нюрнберг (първоначално граф Фридрих III фон Цолерн) (1139 – 1200), първият бургграф на Нюрнберг от Хоенцолерните, и неговата съпруга София фон Раабс († ок. 1218), дъщеря наследничка на Конрад II фон Раабс († ок. 1191), бургграф на Нюрнберг. 
След смъртта на баща му ок. 1200 г. бургграф става първо Фридрих II, по-малкият брат на Конрад. През 1218 г. (1214 ?) цолернската собственост е раздеделена на франкска и швабска линии. Конрад дава Графство Цолерн на брат си Фридрих, а той получава франкските собствености със службата бургграф. Там той започва да разширява владението си. Той е приятелски настроен към политиката на Хоенщауфените през борбата между Велфите и Хоенщауфените за кралската корона. Император Фридрих II изпраща на замъка и Нюрнберг през 1219 г. „голямо свободно писмо“ (Großen Freiheitsbrief). Конрад като бургграф поема военната сигурност. Конрад е на страната на императора, когато той е изгонен и неговата смърт през 1250 г. e също и за Хоенцолерните една тежка загуба, понеже вече им липсва закрилата против останалите франкски благородници. В конфликти със съседите Конрад успява да си осигури части от долината на Пегниц и на Рангау с град Ансбах.

## Фамилия
Конрад I се жени за Аделхайд фон Фронтенхаузен († 1245), дъщеря на граф Хайнрих II фон Фронтенхаузен († ок. 1208) и Аделхайд фон Плайн; или дъщеря на граф Фридрих II фон Саарбрюкен-Лайнинген († 1237) и Агнес фон Еберщайн († 1263). Двамата имат децата:
- Фридрих III († 1297), бургграф на Нюрнберг
- Конрад II († 1314), наричан Благочестиви
- Аделхайд († 1304), омъжена за Рапото III фон Ортенбург, пфалцграф на Бавария († 1248)
- София († сл. 16 юни 1276), омъжена за Марквард I фон Арнсберг-Хайдек († 1278)
- Юстина, омъжена за херцог Николаус I фон Силезия-Тропау († 1313/1318)